# 비딩
비딩(Vidding)은 하나 이상의 시각적 미디어 소스의 영상에서 뮤직 비디오를 제작하여 소스 자체를 새로운 방식으로 탐색하는 미디어 팬덤의 팬 노동 관행이다. 제작자는 단일 캐릭터에 초점을 맞추고, 캐릭터 간의 특정한 낭만적인 결합을 지원하고, 원본 텍스트를 비판하거나 축하하거나, TV 프로그램이나 영화에서 과소평가된 측면을 지적하기 위해 비디오 클립을 선택할 수 있다. 결과 비디오는 하나 이상의 소셜 미디어 매체와 유튜브와 같은 온라인 비디오 플랫폼을 통해 공유될 수 있다. 제작자는 자신을 "vidders"라고 부르고, 그들의 제품은 "vids", "fanvids", "fanvideos", "songvids"라고 부르거나 최근에 채택된 이름인 "edits"(행위 자체를 vidding이라고 함)라고 한다.
비딩은 팬덤 내에서 발생할 수 있다. 그러나 영상 팬은 단순히 영상이라는 이유만으로 영상을 시청하는 경우가 많기 때문에 자체 팬덤으로 간주되는 경우도 많다. (예를 들어, 이는 형식보다는 소스 텍스트를 기반으로 참여 대상을 선택하는 경향이 있는 팬픽션 독자 및 기타 팬과는 다르다.) 따라서 비딩에는 Vividcon 및 VidUKon을 비롯한 자체 팬 컨벤션이 있다.
애니메이션 팬덤 세계의 팬 비디오는 비디오 제작자가 제작한 비디오와 구별된다. 애니메이션 영상 팬을 활용하여 팬이 만든 뮤직 비디오를 팬비드가 아닌 애니메이션 뮤직 비디오(AMV)라고 한다. 미디어 팬덤의 동영상 제작자는 대부분 여성이지만 남성도 많다.

## 같이 보기
- 애니메이션 뮤직 비디오
- 머시니마
- 저작권 침해
- 팬덤
- 팬 픽션
- 문화 방해
- 리믹스 문화